# زنبق پیر خوشبو
زنبق پیر خوشبو (نام علمی: Iris sambucina) نام یک گونه از سرده زنبق است.